# White Man
White Man er en amerikansk stumfilm fra 1924 instrueret af Louis J. Gasnier.

## Medvirkende
- Kenneth Harlan
- Alice Joyce som Lady Andrea Pellor
- Walter Long
- Clark Gable
- Stanton Heck som Mark Hammer